# Jean-Philippe Chauveau
Pour les articles homonymes, voir Chauveau.
Jean-Philippe Chauveau, né en 1950 à La Garenne-Colombes (Hauts-de-Seine), est un prêtre catholique français de la Communauté Saint-Jean. Il est connu pour sa mission de prêtre de rue auprès des toxicomanes, des clochards, des prisonniers et, plus particulièrement, des prostitués du bois de Boulogne.

## Biographie

### Jeunesse
Né à La Garenne-Colombes, Jean-Philippe connaît une enfance difficile pendant laquelle il est régulièrement battu puis envoyé en pension. À l'âge de 9 ans, ses parents divorcent, puis sa mère meurt ; les vols dans des magasins d’alimentation et les fugues font alors partie de son quotidien. À l'âge de 12 ans, il est violé par un voisin de son HLM.
Venant de quitter la maison de correction et d'abandonner un apprentissage de pâtissier, il commence à travailler comme sellier chez Peugeot où il se lie d'amitié avec un collègue catholique qui lui fait découvrir la vie spirituelle. Il rencontre ensuite le père Marie-Dominique Philippe, qui lui donne ses premiers cours de philosophie et de théologie avant de devenir son père spirituel ; puis Jean Vanier, le père de L'Arche, et Marie-Hélène Mathieu, cofondatrice du mouvement international Foi et Lumière.
Encouragé par ces rencontres, il reprend ses études et se choisit pour sainte patronne la Vierge Marie.

### Prêtrise
En 1975, il débute la vie communautaire avec un petit groupe rattaché à l'abbaye de Lérins qui deviendra la communauté Saint-Jean. Il est ensuite ordonné prêtre en 1982. En 1987, il entre dans l’association Saint-Jean Espérance, fondée par le P. Marie-Dominique Philippe, et devient vicaire de l'église Sainte-Cécile de Boulogne, dans le diocèse de Nanterre.
Aumônier de la maison d'arrêt de Nanterre, il fonde l'association Magdalena 92 en 2008, et devient confesseur auprès des prostituées et des transsexuels du bois de Boulogne. Depuis 2002, sous l'impulsion des prostituées dont beaucoup sont de culture catholique, venant d'Amérique latine, le père Jean Philippe organise une fois par an un pèlerinage à Lourdes.
En février 2016, Jean-Yves Nahmias met à sa disposition le monastère du Don-de-Dieu d'Écuelles, autrefois occupé par des religieuses bénédictines. Le père Chauveau transforme alors l'édifice en maison d’accueil et de réinsertion pour les prostituées de la région parisienne.
Son objectif étant de mettre en place une communauté représentant une petite dizaine de prostituées, qui seraient accueillies pendant 6 à 18 mois en vue d'un accueil et d'une réinsertion sociale et professionnelle. S'y trouvent un atelier de fabrication de cierges, un atelier jardinage et de cuisine, des chambres individuelles, un oratoire et une chapelle. Jean-Philipe Chauveau précise : « elles ne sont pas forcées de prier, mais elles doivent être présentes aux offices. Leur reconstruction profonde passe par Dieu ».

## Publication
- Jean-Philippe Chauveau et Luc Adrian, Que celui qui n'a jamais pêché..., Paris, L'œuvre, coll. « Société », 2012, 314 p. (ISBN 978-2-35631-116-0)
- Père Jean-Philippe Chauveau, Que celui qui n'a jamais pêché..., Paris, Salvator, 2013, 314 p. (ISBN 978-2-70671-108-4)
- Père Jean-Philippe Chauveau, Qui leur jettera la première pierre ?, Paris, Salvator, 2019, 224 p. (ISBN 978-2-70671-820-5)

## Filmographie
- 2019 : Lourdes, film documentaire de Thierry Demaizière et Alban Teurlai.